# Neso
Neso er en af planeten Neptuns måner: Den blev opdaget den 14. august 2002 af et hold astronomer under ledelse af Matthew J. Holman og fik det midlertidige navn S/2002 N 4. Månen blev senere af den Internationale Astronomiske Union navngivet Neso i overensstemmelse med traditionen for at opkalde Neptuns måner efter skikkelser fra den græske mytologi der har med havet eller vand at gøre.
Neso kredser om Neptun i en enorm bane og fuldfører et kredsløb på 25 år og 8 måneder. Den har en massefylde på omkring 1500 kilogram pr. kubikmeter og består sandsynligvis fortrinsvis af vandig is med mindre mængder klippemateriale. Overfladen er forholdsvis mørk og tilbagekaster blot 16 % af det lys, der falder på den.